# Erland Grohmann
Erland Henrik Grohmann, född 14 maj 1870 i Gillberga socken, Värmland, död 14 oktober 1947 i Stockholm, var en svensk grafiker.
Erland Grohmann studerade vid Tekniska skolan i Stockholm samt skulptur och måleri vid Konstakademin 1890–1894. Hans konst består av landskap med motiv från huvudstaden och skärgården i olja eller akvarell. I etsningar har han utfört ett antal blad som beskriver det gamla Stockholm. Tillsammans med Eichelberg startade han AB Grohmann & Eichelberg grafiska anstalt i Stockholm.